# Squarepusher
Tom Jenkinson (17 de enero de 1975) conocido mayormente por su seudónimo Squarepusher es un , productor discográfico, DJ, músico y compositor inglés que se destaca en varios géneros de la música electrónica como el drum and bass, acid techno, IDM y también fusiona géneros como el jazz y la música electroacústica. Es el hermano mayor de Ceephax Acid Crew (Andrew Jenkinson).

## Biografía
Hijo de un baterista de jazz, Jenkinson se formó como baterista y bajista en el instituto. Tom Jenkinson creció en Chelmsford, Essex. La primera escuela a la que asistió estaba afiliada a la Catedral de Chelmsford, lo que le permitió conocer la música de órgano. Se interesó por ello, así como por los equipos de reproducción musical. En 1986, Jenkinson ingresó en la King Edward VI Grammar School de Chelmsford. Una de sus experiencias musicales formativas fue ver al guitarrista Guthrie Govan tocar en el concurso de música interhouse de la escuela. Desarrolló una amistad duradera con Govan. Jenkinson se unió a su primera banda a los 12 años, un grupo de Metallica-influenciado por el thrash metal formado por varios otros alumnos del colegio. Durante los años siguientes, Jenkinson tocó el bajo en varias bandas locales, realizando numerosos conciertos por East Anglia y Londres, y participó en algunas grabaciones de estudio.
Su primer acercamiento a la música electrónica se produjo como consecuencia de la activa escena techno y breakbeat que existía en la isla a principios de los 90. Pronto se dispuso a utilizar sus conocimientos de jazz para llevar a cabo su personal lectura del jungle. Su música siempre ha tenido mejor acogida entre los seguidores de la música experimental que en el circuito break.
En 1991, Jenkinson se interesó por la música house, el hardcore, el acid house y el techno. Citó el tema «LFO» de LFO como una de sus primeras influencias.
Su estilo se puede caracterizar como IDM, si bien es uno de los artistas que más han contribuido a la introducción de programaciones típicas del drum and bass en la IDM, lo que ha servido para ampliar las posibilidades rítmicas de ambos estilos. En numerosas ocasiones, esa combinación se ha definido como drill and bass.

## Discografía

### Álbumes de estudio
- Feed Me Weird Things (1996)
- Hard Normal Daddy (1997)
- Buzz Caner (1998) (como Chaos A.D.)
- Music Is Rotted One Note (1998)
- Budakhan Mindphone (1999)
- Selection Sixteen (1999)
- Go Plastic (2001)
- Do You Know Squarepusher (2002)
- Ultravisitor (2004)
- Hello Everything (2006)
- Just a Souvenir (2008)
- Solo Electric Bass 1 (2009)
- Ufabulum (2012)
- Damogen Furies (2015)
- Be Up A Hello (2020)
- Dostrotime (2024)

### EP
- Crot EP (1994)
- Stereotype EP (1994)
- Bubble and Squeak (1996)
- Big Loada (1997)
- Maximum Priest EP (1999)
- Venus No. 17 (2004)
- Numbers Lucent (2009)
- Music for Robots (2014)